# تپه سردور چاه
تپه سردور چاه مربوط به هزاره اول قبل از میلاد است و در شهرستان دامغان، روستای سرخ ده واقع شده و این اثر در تاریخ ۱۸ آبان ۱۳۷۸ با شمارهٔ ثبت ۲۴۸۸ به‌عنوان یکی از آثار ملی ایران به ثبت رسیده است.